# Ruben M. Barquez
Ruben M. Barquez – współczesny argentyński zoolog (specjalność: zoologia neotropiku), związany z Wydziałem Nauk Przyrodniczych (hiszp.: Facultad de Ciencias Naturales) – Universidad Nacional de Tucumán w Argentynie oraz Oklahoma Museum of Natural History w Oklahomie (USA).
Publikacje:
- Ruben M. Barquez – Notes on Identity, Distribution, and Ecology of Some Argentine Bats; Journal of Mammalogy, Vol. 69, No. 4 pp. 873-876, wyd: American Society of Mammalogists (Nov., 1988),